# Таємниці великих українців
«Таємниці великих українців» — український історичний цикл документальних фільмів Акіма Галімова. Вперше вийшов на екрани у прайм-таймі на телеканалі «2+2» 9 березня 2020 року, а в етері телеканалу «1+1» з'явився 7 лютого 2021 року. Цикл складається з 8 епізодів, у яких розповідається про життя восьми важливих історичних постатей в історії України.

## Виробництво
«Таємниці великих українців» — новий історичний документальний цикл Акіма Галімова, який до цього створив ще кілька подібних програм: «Україна. Повернення своєї історії», «Де починається Україна?», «Операція Крим» та ін.
Виробництвом циклу займалася «1+1 Продакшн» за підтримки Міністерства культури України. Бюджет склав 13,7 млн гривень. Автором та продюсером став Акім Галімов. Режисерка-постановниця — Дарія Саричева; шеф-редактор — Руслан Шаріпов; креативна продюсерка — Ольга Безноско; виконавчий продюсер — Володимир Андріюк; лінійний продюсер — Влад Золотарьов; режисерка  — Євгенія Шевчук; оператори-постановники — Олександр Вяхірєв та Антон Борзєнков. Зйомки відбувалися у дев'яти країнах: Україні, Франції, Італії, Румунії, Молдові, Польщі, Туреччині, Австрії, Угорщині.

## Зміст
У серіях циклу розповідається про життя восьми історичних осіб, які вплинули на розвиток України та інших держав. Це Богдан Хмельницький, Анна Київська, Іван Мазепа, Симон Петлюра, король Данило, Роксолана, Михайло Грушевський та Андрей Шептицький.

## Епізоди
- Епізод 1. Богдан Хмельницький (7 лютого 2021)
- Епізод 2. Анна Київська (14 лютого 2021)
- Епізод 3. Роксолана (21 лютого 2021)
- Епізод 4. Симон Петлюра (28 лютого 2021)
- Епізод 5. Михайло Грушевський (7 березня 2021)
- Епізод 6. Іван Мазепа (14 березня 2021)
- Епізод 7. Андрей Шептицький (21 березня 2021)
- Епізод 8. Данило Галицький (28 березня 2021)